# Triangle (álbum)
Triangle (トライアングル, Toraianguru) (estilizado como ⊿) é o terceiro álbum de estúdio do girl group japonês Perfume, produzido por Yasutaka Nakata, lançado dia 8 de julho de 2009. O álbum recebeu o disco de platina pela RIAJ pela vendagem superior a de 250.000 cópias, figurando inclusive, segundo a Oricon, como álbum mais vendido durante uma semana no mês de julho de 2009.
No álbum estão incluidos os singles "Love the World", "Dream Fighter" e "One Room Disco", os b-sides "Negai", "Edge" e "Night Flight", este último utilizado no comercial da empresa aérea Pino Airlines.

## Lista de faixas
| CD             |                                                          |                 |                 |         |  |
| N.º            | Título                                                   | Letras          | Música          | Duração |  |
| 1.             | "Take off"                                               | Yasutaka Nakata | Yasutaka Nakata | 0:48    |  |
| 2.             | "Love the World"                                         | Yasutaka Nakata | Yasutaka Nakata | 4:34    |  |
| 3.             | "Dream Fighter"                                          | Yasutaka Nakata | Yasutaka Nakata | 4:54    |  |
| 4.             | "Edge (⊿-mix)"                                           | Yasutaka Nakata | Yasutaka Nakata | 8:43    |  |
| 5.             | "Night Flight"                                           | Yasutaka Nakata | Yasutaka Nakata | 5:20    |  |
| 6.             | "Kiss and Music"                                         | Yasutaka Nakata | Yasutaka Nakata | 2:35    |  |
| 7.             | "Zero Gravity"                                           | Yasutaka Nakata | Yasutaka Nakata | 4:52    |  |
| 8.             | "I still love U"                                         | Yasutaka Nakata | Yasutaka Nakata | 4:32    |  |
| 9.             | "The best thing"                                         | Yasutaka Nakata | Yasutaka Nakata | 4:22    |  |
| 10.            | "Speed of Sound"                                         | Yasutaka Nakata | Yasutaka Nakata | 3:58    |  |
| 11.            | "One Room Disco" (ワンルーム・ディスコ; Wan Rūmu Disuko) | Yasutaka Nakata | Yasutaka Nakata | 5:08    |  |
| 12.            | "Wish (Album Mix)" (願い; Negai)                         | Yasutaka Nakata | Yasutaka Nakata | 4:57    |  |
| Duração total: | Duração total:                                           | Duração total:  | Duração total:  | 54:43   |  |

DVD
1. I Still Love U (Special Video Clip)
2. Night Flight (Ao vivo no Yoyogi First Gymnasium em 10.05.09)
3. Edge (Ao vivo no Yoyogi First Gymnasium em 10.05.09)
4. Love the World (TV Spot)
5. Dream Fighter (TV Spot)
6. One Room Disco (TV Spot)